# Климовская (Мишутинский сельсовет)
Климовская — деревня в Вожегодском районе Вологодской области.
Входит в состав Мишутинского сельского поселения, с точки зрения административно-территориального деления — в Мишутинский сельсовет.
Расстояние по автодороге до районного центра Вожеги — 60 км, до центра муниципального образования Мишутинской — 6 км. Ближайшие населённые пункты — Лукьяновская, Горка, Погорелка.
По переписи 2002 года население — 13 человек.